# Orchesia elongata
Orchesia elongata es una especie de coleóptero de la familia Tetratomidae.

## Distribución geográfica
Habita en Queensland (Australia).